# Chagā Sorkhak
Chagā Sorkhak (persiska: Chaghā Sorkhak, Chaghā Sorkheh, چغا سرخه, چگا سرخک) är en ort i Iran.   Den ligger i provinsen Khuzestan, i den centrala delen av landet, 500 km söder om huvudstaden Teheran. Chagā Sorkhak ligger 867 meter över havet och antalet invånare är 419.
Terrängen runt Chagā Sorkhak är varierad.Runt Chagā Sorkhak är det ganska tätbefolkat, med 60 invånare per kvadratkilometer. Närmaste större samhälle är Bāgh-e Malek, 13,5 km nordväst om Chagā Sorkhak. Omgivningarna runt Chagā Sorkhak är i huvudsak ett öppet busklandskap.